# Barby (Allemagne)
Pour les articles homonymes, voir Barby.
Barby est une petite ville allemande, située au bord de l'Elbe dans l'arrondissement du Salzland de Saxe-Anhalt. 

## Géographie
Le centre historique de Barby se situe sur la rive gauche de l'Elbe, en aval du débouché de la Saale.
Après une réforme administrative le 1er janvier 2010, le territoire communal comprend 11 localités incorporées :
| - Barby (propre) - Breitenhagen - Glinde - Gnadau | - Groß Rosenburg - Lödderitz - Pömmelte - Sachsendorf | - Tornitz - Wespen - Zuchau |

Le village de Gnadau fait partie de la ville depuis la réorganisation des communes le 1er septembre 2010.

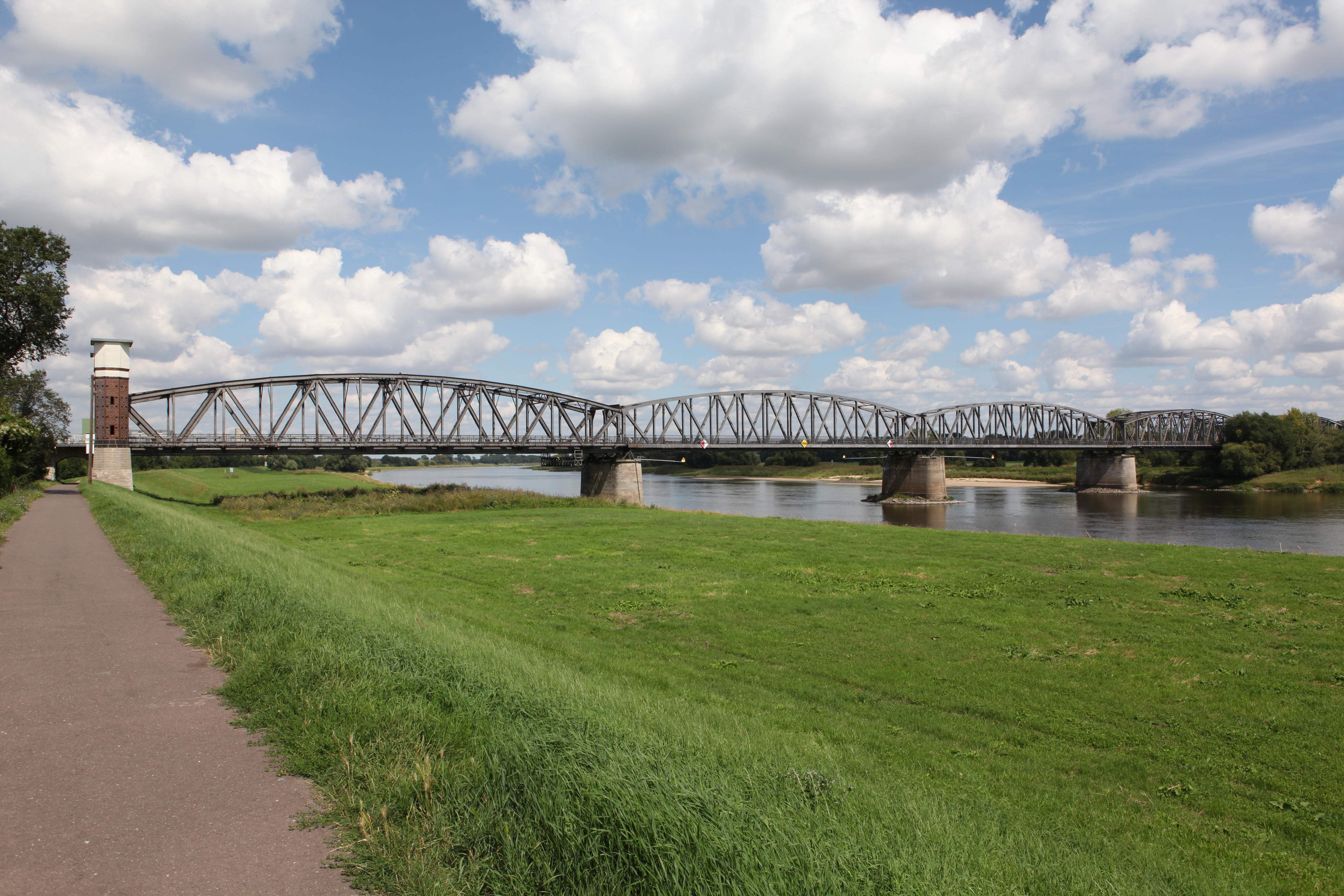
Pont ferroviaire.

À Barby, la ligne ferroviaire de Berlin à Blankenheim traverse l'Elbe. Néanmoins, cette partie de la ligne n'est plus empruntée par des trains voyageurs. 
En linguistique, la ligne de Benrath, une isoglosse qui sépare les dialectes du bas allemand de ceux du haut allemand (moyen-allemand oriental), passe juste au nord de la ville.

## Histoire
Un grand sanctuaire circulaire datant du néolithique a été découvert dans la section de Pömmelte.
Le site frontalier de barbogi (« boucle, méandre »), situé dans la partie orientale du duché de Saxe (Ostphalie), est mentionné pour la première fois le 23 avril 961 dans un document du roi Otton Ier. En 974, l'empereur Otton II donna le domaine aux chanoinesses de l'abbaye de Quedlinbourg sous la direction de sa sœur Mathilde. Au Moyen Âge, un mur avec cinq portes entourait la ville. Quelques vestiges existent encore de nos jours. 

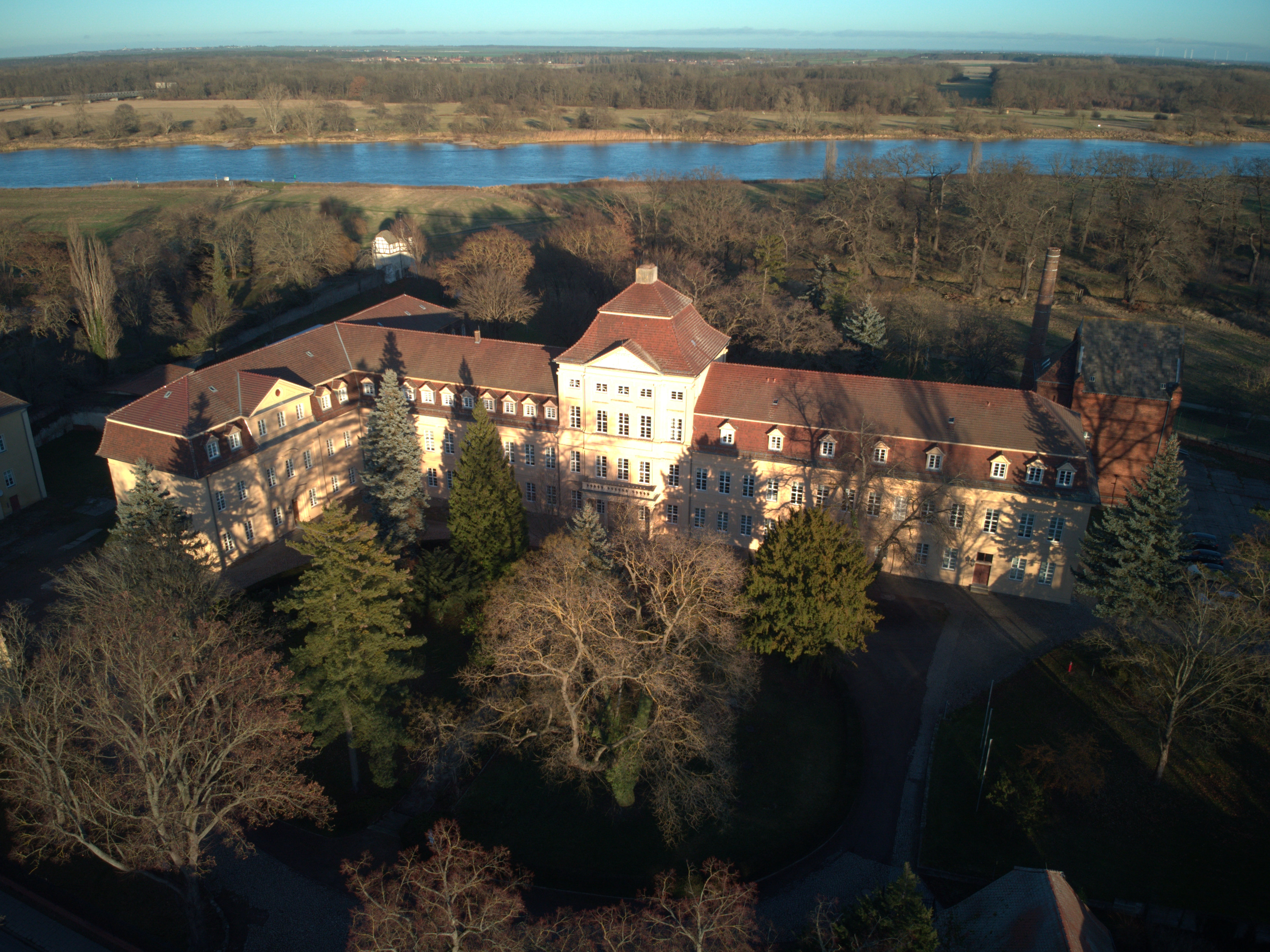
Château de Barby.

En 1497, la seigneurie de Barby devint comté du Saint-Empire par le décret du roi Maximilien Ier. Vers 1540, la Réforme protestante a été introduite. À la mort du dernier comte, en 1659, la ville fut intégrée au duché de Saxe-Weissenfels, possession d'Auguste, fils cadet de l'électeur Jean-Georges Ier de Saxe. Son fils Henri de Saxe-Weissenfels-Barby fit construire le palais baroque de Barby de 1687 à 1715, en partie supervisé par l'architecte Jean-Baptiste Broebes. Lorsque la lignée de Saxe-Weissenfels s'éteint en 1746, le domaine revint à l'électorat de Saxe. 
Au XVIIIe siècle, en 1749, les frères Moraves sous le comte Nikolaus Ludwig von Zinzendorf y ont fondé un séminaire et l'administration, transféré ensuite à Niesky . Entre 1785 et 1787, le théologien Friedrich Schleiermacher y étudia. 
Au mois d'octobre 1806 lors de la « Grande poursuite » l'armée française sous Bernadotte traverse l'Elbe à Barby venant de Halle et se rendant à Lübeck. Par résolution du congrès de Vienne en 1815, la ville fut incorporée dans la Saxe prussienne.

## Jumelages
La ville de Barby est jumelée avec :
- Schöppenstedt (Allemagne) depuis 1990
- Aukštadvaris (Lituanie) depuis 1994
- Pruchnik (Pologne)

## Personnalités liées à la commune
- Marie de Barby-Mühlingen (1563-1619), comtesse née à Barby.
- Jean-Baptiste Broebes (1660 - 1720/33 ?), architecte français mort dans cette ville ;
- Jakob Friedrich Fries (1773-1834), philosophe allemand, y est né.
- Johann Gottfried Dietze (1823-1888), homme politique prussien né à Barby.
- Adolph von Dietze (1825-1910), homme politique prussien né à Barby.
- Woldemar Friedrich (1846-1910), peintre né à Gnadau.
- Gerd Stange (né en 1954), artiste.